# Greenford (stacja)
Greenford – stacja kolejowa i metra w Londynie, zlokalizowana w Greenford na terenie gminy London Borough of Ealing. W systemie londyńskiej komunikacji miejskiej jest zaliczana do czwartej strefy biletowej.
Stacja została otwarta przez Great Western Railway 1 października 1904 roku jako część New North Main Line. Obecna stacja została zbudowana w ramach New Works Programme w latach 1935-1940, prowadzonych przez Central Line. Otwarcie zostało opóźnione przez wybuch II wojny światowej i nastąpiło 30 czerwca 1947 roku. Obsługa pasażerów z pierwotnego budynku stacji była stopniowo zmniejszana i ostatecznie stację zamknięto w 1963 roku.

## Kolej
Greenford stanowi stację końcową linii Greenford Branch Line obsługiwanej przez First Great Western (National Rail). Następną stacją jest South Greenford, po czym na stacji West Ealing łączy się z Great Western Main Line, jedną z głównych linii kolejowych Wielkiej Brytanii.

## Metro
Stacja Greenford obsługuje linię metra Central Line i znajduje się pomiędzy Perivale a Northolt, w zachodniej części Londynu. Była to pierwsza stacja metra londyńskiego, na której schody ruchome zabierają pasażerów w górę na poziom peronów, a nie jak w całym metrze londyńskim - w dół. Była to również ostatnia stacja w systemie londyńskiego metra, na której funkcjonowały drewniane ruchome schody do 2014 roku. W całym systemie metra londyńskiego, takie konstrukcje zostały przekształcone na metalowe lub usunięte, jako skutek wielkiego pożaru na stacji Kings Cross w 1987 roku.

## Połączenia
Stacja obsługiwana jest przez autobusy linii 92, 105, 395 i E6.

## Galeria

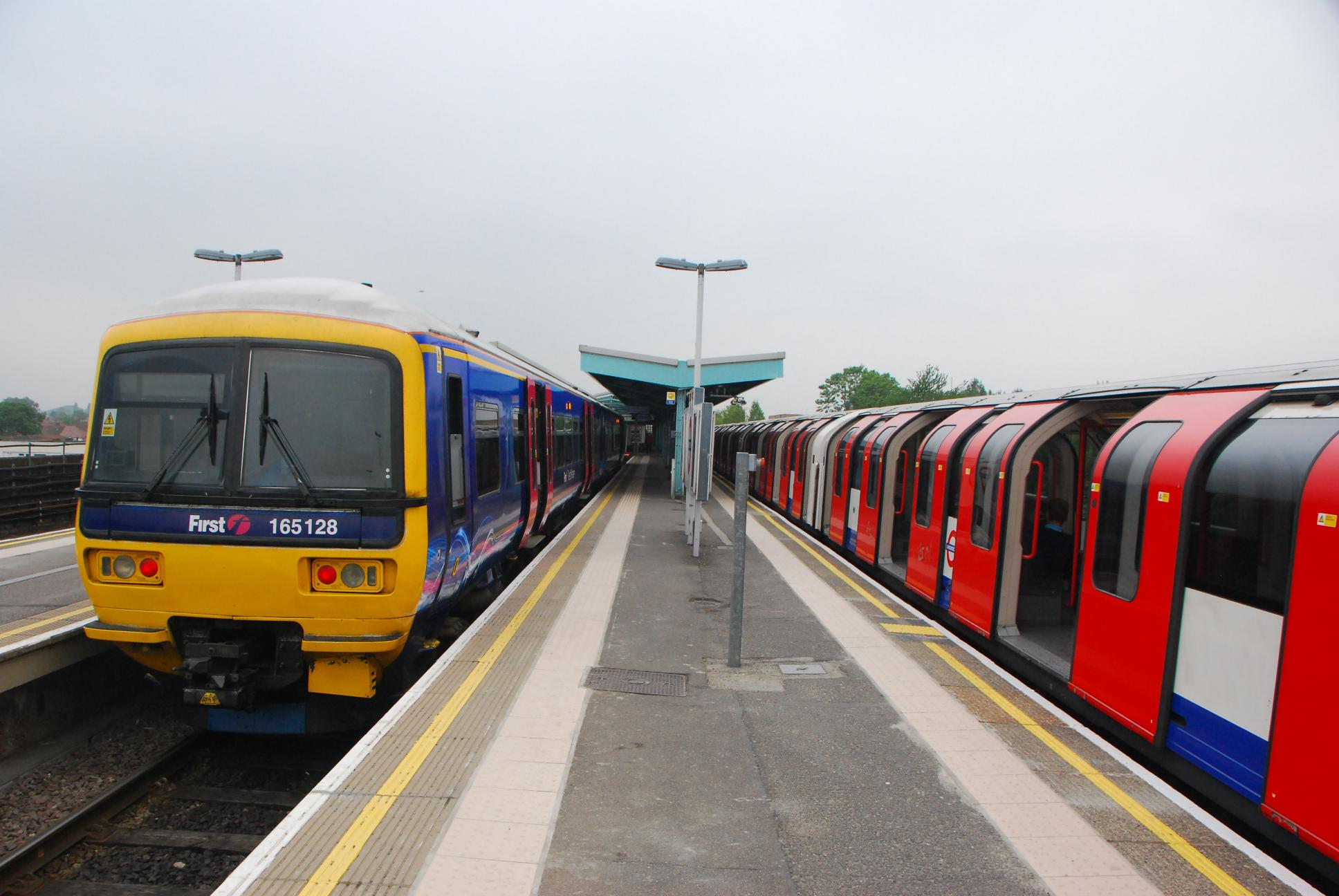
po lewej pociąg National Rail, po prawej Central Line
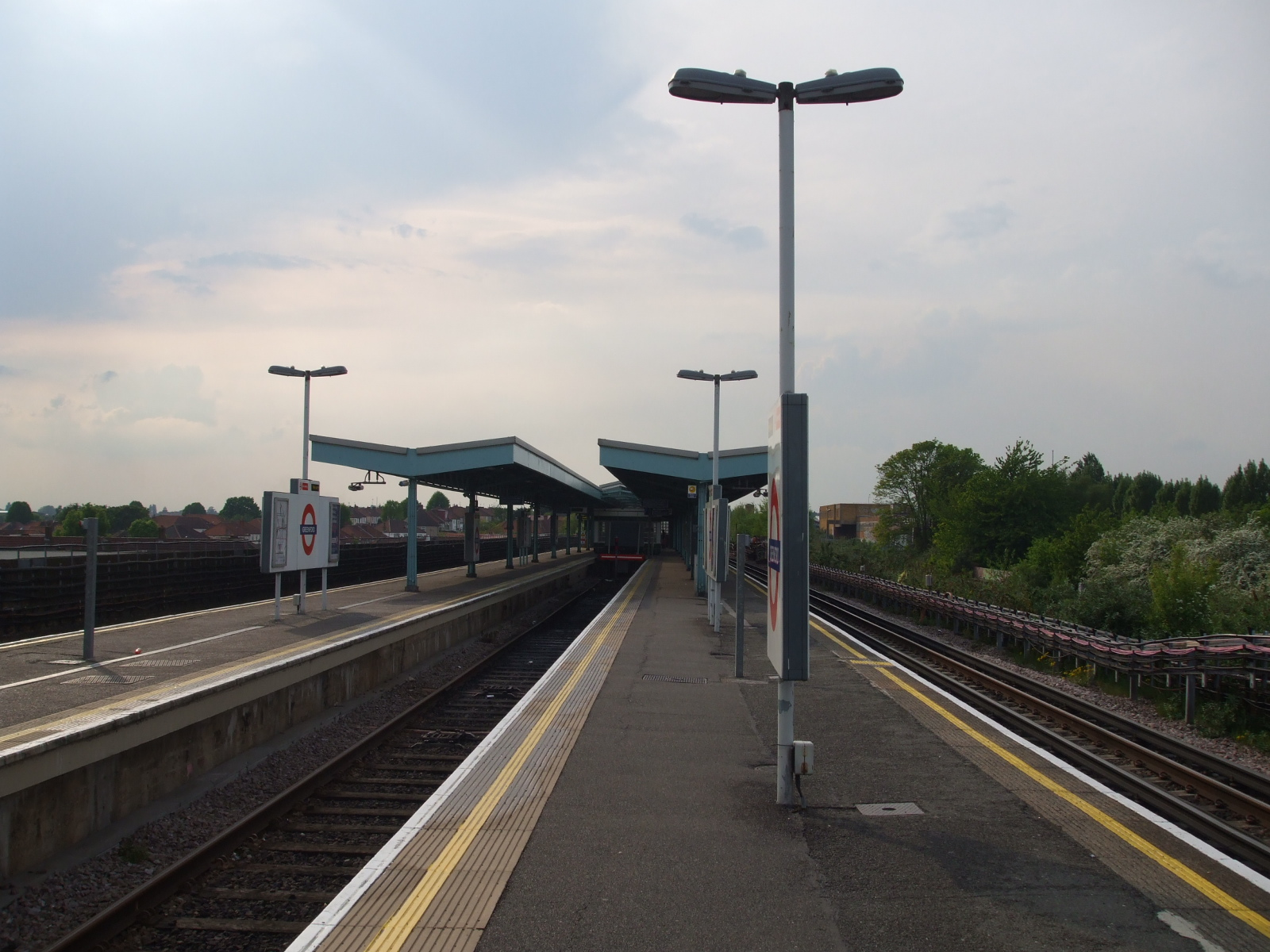
Peron w kierunku wschodnim
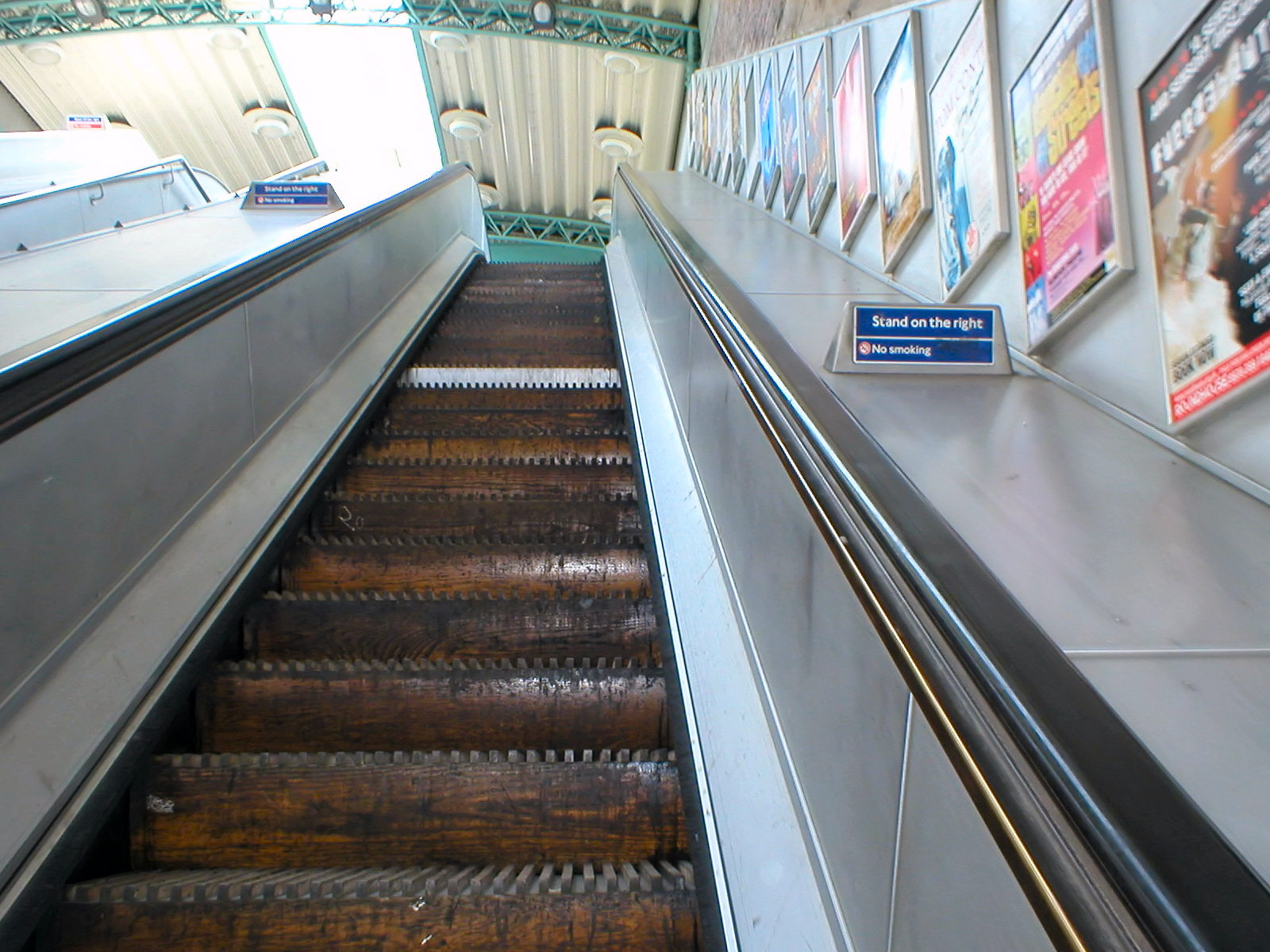
Drewniane schody ruchome
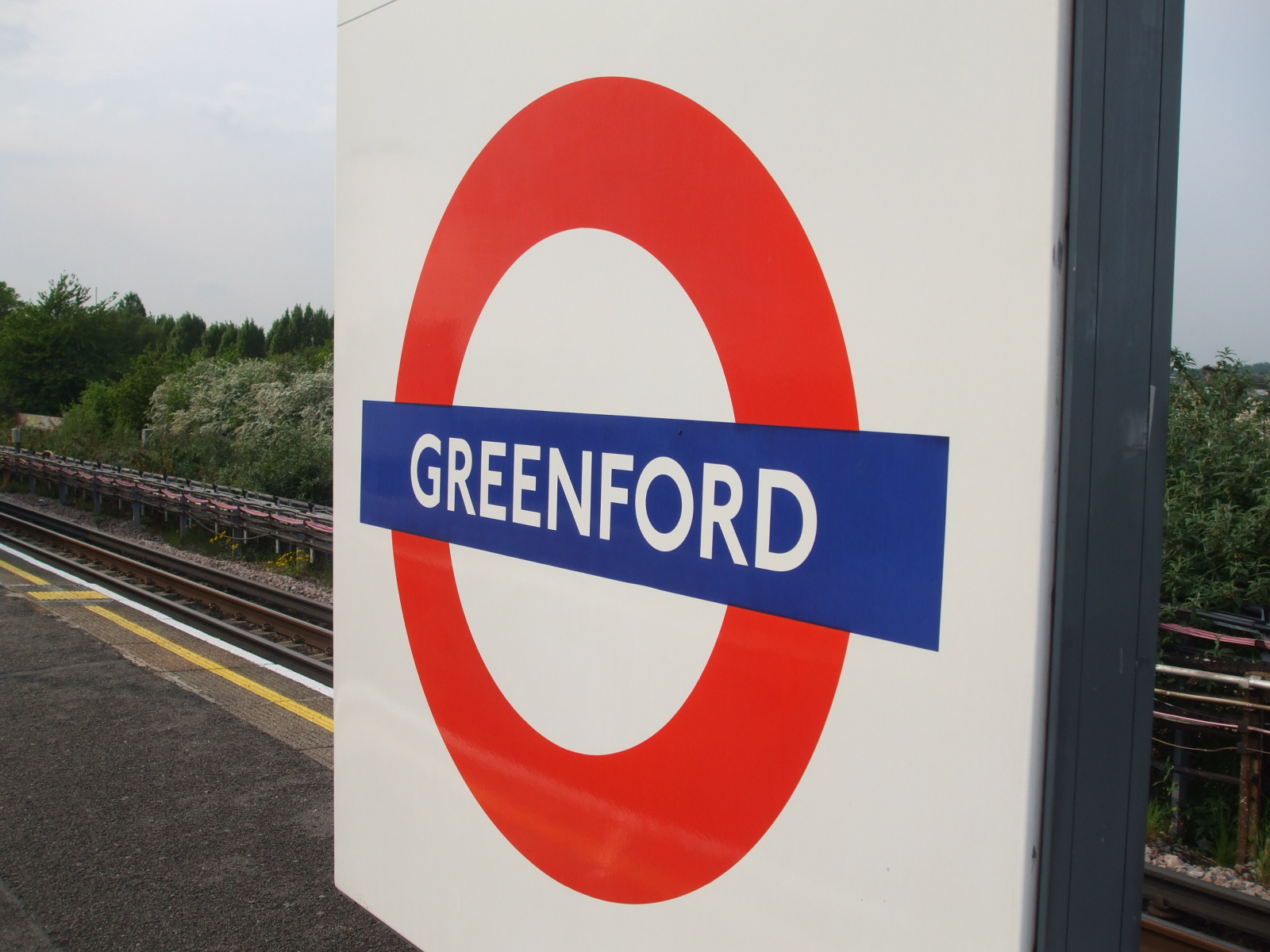
Symbol stacji